# Lago di Dix
Il lago di Dix (in francese lac des Dix) è un lago artificiale situato nel Canton Vallese, in Svizzera. È formato dalla diga della Grande Dixence.